# Budapest Pride
Budapest Pride este cel mai mare eveniment anual dedicat comunității LGBT din Ungaria. Festivalul durează o săptămână și culminează cu un marș de-a lungul Bulevardului Andrássy din Budapesta, între Parcul Orașului (Városliget) și Piața Elisabeta (Erzsébet tér). De-a lungul timpului marșul a fost cunoscut sub mai multe nume, inclusiv Procesiunea pentru demnitatea gay (maghiară: Meleg Méltóság Menet), și are loc în fiecare an încă din 1997, de obicei în prima duminică a lunii iulie. Deși mult mai mic în comparație cu alte parade gay din Europa de Vest și America, până la trei mii de oameni participă anual la marșul din Budapesta. Festivalul nu a fost lipsit de incidente. În 2007 și 2008 grupuri de manifestanți ai dreptei radicale și huligani au împiedicat desfășurarea normală a marșului.

## Evenimente
Deși marșul este cel mai cunoscut aspect al festivalului, Budapest Pride include multe alte evenimente, cum ar fi festival de film, dezbateri, expoziții, piese de teatru, lecturi, picnicuri, discursuri, evenimente religioase, concerte și petreceri. În 2011, festivalul a avut peste 100 de evenimente.

## Cronologie
| Ediție | Dată                          | Locație                                                                            | Purtător de cuvânt              | Motto                                                                                            | Participanți |
| ------ | ----------------------------- | ---------------------------------------------------------------------------------- | ------------------------------- | ------------------------------------------------------------------------------------------------ | ------------ |
| I      | 26 noiembrie–1 decembrie 1993 | Cinematograful Toldi                                                               |                                 |                                                                                                  |              |
| II/A   | 19–22 iunie 1997              | Cinematograful Hunnia                                                              |                                 |                                                                                                  |              |
| II/B   | 6 septembrie 1997             |                                                                                    |                                 |                                                                                                  | 200–500      |
| III    | 2–5 iulie 1998                | Institutul Goethe, Universitatea Central Europeană                                 | Orsós Éva                       |                                                                                                  |              |
| IV     | 1–4 iulie 1999                | Universitatea Central Europeană și alte două locații                               | Pető Iván                       |                                                                                                  |              |
| V      | 29 iunie–2 iulie 2000         | Centrul de Artă Contemporană Trafó                                                 | Rajk László                     | „Jos măștile!”                                                                                   |              |
| VI     | 5–8 iulie 2001                | Cinematograful Blue Box și alte două locații                                       | Tamás Gáspár Miklós             | „Dulce Țara mea, rămâi în mine, lasă-mă să-ți fiu copil credincios!” (József Attila, „Țara mea”) |              |
| VII    | 27–30 iunie 2002              | Casa Gutenberg și alte șapte locații                                               | Demszky Gábor                   |                                                                                                  |              |
| VIII   | 3–6 iulie 2003                | Cinematograful Művész și alte zece locații                                         | Joke Swiebel                    |                                                                                                  |              |
| IX     | 1–4 iulie 2004                | Cinematograful Művész și alte cinci locații                                        | Tabajdi Csaba                   | „Diversitatea relațiilor”                                                                        |              |
| X      | 7–10 iulie 2005               | Cinematograful Művész și alte treisprezece locații                                 | Göncz Kinga                     | „Mai liberi”                                                                                     |              |
| XI     | 22–25 iunie 2006              | Cinematograful Művész, Buddha Beach și alte cinci locații                          | Ungár Klára                     | „Împreună, în viață, egali”                                                                      |              |
| XII    | 5–8 iulie 2007                | Cinematograful Művész, Buddha Beach și alte șase locații                           | Szetey Gábor                    | „Cazmaua, sapa, clopotul – șanse egale la căsătorie!”                                            |              |
| XIII   | 2–6 iulie 2008                | Cinematograful Művész, clubul Fáklya                                               | Lévai Katalin                   | „Suntem o familie!”                                                                              |              |
| XIV    | 30 august–6 septembrie 2009   | Cinematograful Művész și alte locații                                              | Nádasdy Ádám                    | „Facem diversitatea și drepturile omului”                                                        |              |
| XV     | 3–11 iulie 2010               | Cinematograful Művész și alte locații                                              | Györgyi Anna                    | „15. Bucharest Pride – Liberi”                                                                   |              |
| XVI    | 11–19 iunie 2011              | Cinematograful Művész și alte locații                                              | Némedi Mari                     | „Acum e rândul tău!”                                                                             |              |
| XVII   | 1–8 iulie 2012                | Cinematograful Odeon-Lloyd, Kino Café și alte locații                              | Majtényi László                 | „Vii sau nu?”                                                                                    | 3.000        |
| XVIII  | 29 iunie–7 iulie 2013         | Casa Bálint, Hátsó Kapu și alte douăzeci de locații                                | Bán Zsófia                      | „Ridică-te pentru drepturile tale! Fii mândru de tine! Vino la Pride!”                           | 10.000       |
| XIX    | 27 iunie–6 iulie 2014         | Casa Bálint, RoHAM Bár                                                             | Lakner Zoltán                   | „Budapest Pride 365: Astăzi și în fiecare zi”                                                    |              |
| XX     | 3–12 iulie 2015               | Holdudvar/Wonderland și alte locații                                               | Alföldi Róbert                  | „20 de ani la putere!” (József Attila, „Inimă curată” – parafrază)                               | 15.000       |
| XXI    | 24 iunie–3 iulie 2016         | Clubul Gödör, Ankert, Mika Tivadar Mulató, Dürer Kert, casa Bálint și alte locații | Steiner Kristóf, Kiss Tibor Noé | „Completează-ne!”                                                                                | 20.000       |
| XXII   | 3–12 iulie 2017               |                                                                                    |                                 |                                                                                                  |              |